# Fábrica de Santo Antônio do Porto
A Fábrica de Louça de Santo Antônio de Vale de Piedade (ou Fábrica de Santo Antônio do Porto) foi uma empresa de produção de peças cerâmicas fundada na quinta de Vale Piedade, em Vila Nova de Gaia (Portugal), em 1784, pelo genovês Jerónimo Rossi, vice-cônsul da Sardenha no Porto, que já possuía uma manufatura têxtil em Massarelos. Encerrou as atividades em 1930.

## História
O período em que a Fábrica de Santo António de Vale da Piedade foi um de grande desenvolvimento industrial em Portugal como um todo, com grandes exportações para a América. Além disso, um alvará régio de 1770 proibiu a entrada de qualquer tipo de louça que não fosse provinda da India e da China via navios portugueses e isentou as fábricas de louça de direitos por saída. No início do Século XIX, passou pelas invasões francesas e pela consequente abertura dos mercados nacional e ultramarino portugueses aos produtos ingleses.
Em 1821, o fundador, Jerónimo Rossi morreu e a Fábrica passou para as mãos de suas filhas, que recebem renovação do alvará de funcionamento em 1825. Entre 1925 e 1833, esteve sob direção de Francisco da Rocha Soares, de Miragaia. Em 1852, era de João de Araújo Lima (falecido em 1861), que a passou para seu cunhado João do Rio, que a administrou até 1886 e introduziu tecnologias para a produção de ornamentação em relevo para interiores e exteriores. A Fábrica foi extinta em 1930.
Os proprietários, gerentes e arrendatários da Fábrica ao longo do tempo foram:
- 1784-1821 - Jerónimo Rossi
- 1813-1835 - Joana Rossi (filhas de Jerónimo Rossi)
- 1825-1833 - Francisco da Rocha Soares
- 1830 - Francisco de Sousa Galvão
- 1830-1835 - Francisco da Rocha Soares, Filho
- 1830-1835 - João da Rocha e Sousa
- 1834-1840 - Bonifácio José de Faria e Costa
- 1834-1861 - João de Araújo Lima
- 1835-1846 - Joaquim Augusto Kopke, Barão de Massarelos
- 1861 - Francisco Gomes Pereira
- 1861-1865 - José Lopes dos Rios
- 1861-1883 - João do Rio Júnior
- 1876-1883 - Manuel Alves Ferreira Pinto
- 1883 - António Monteiro de Castro Portugal
- 1883-1886 - Aloísio Augusto de Seabra
- 1883-1886 - Augusto Leite da Silva Guimarães
- 1886-1888 - João do Rio Júnior
- 1888-1930 - António José da Silva
- 1897-1910 - Remígio José Ribeiro da Silva

As exportações foram enviadas para o mercado interno e externo português: internamente, Viana (1823-1826), Faro (1886), Figueira da Foz (1886), Setúbal (1886) e Vila Real de Santo António (1886); externamente, Brasil (1791-1887), Uruguai (1865-1875), Inglaterra (1875-1899), Estados Unidos da América (1884). Sendo os principais produtos: "urinóis (52%), telhas (27%), calhandros (6%) e azulejos (6%), tigelas (3%) e vasos (3%), bacios (2%), pratos (1%) e balaústres (1%)".

## Importância histórica
A Fábrica de Santo António de Vale da Piedade foi
uma das quatro grandes fábricas de loiça fina, bastantes a proverem uma grande parte do Reino e das suas conquistas.
Vários dos objetos fabricados por ela estão guardados em coleções históricas públicas e privadas, dentre eles:
- múltiplos objetos - Museu do Açude (Rio de Janeiro)[3]
- 34 objetos - Museu Nacional de Soares dos Reis (Porto),
- 11 objetos - Museu Nacional de Arte Antiga (Lisboa),
- 9 objetos - Museu Municipal de Viana do Castelo (Viana do Castelo),
- 6 objetos - Ateneu Comercial do Porto (Porto),
- 6 objetos - Museu de Alberto Sampaio (Guimarães),
- 5 objetos - Casa-Museu Teixeira Lopes (Vila Nova de Gaia),
- 5 objetos - Museu Abade de Baçal (Bragança),
- 4 objetos - Museu Nacional Machado de Castro (Coimbra),
- 3 objetos - Fundação Maria Isabel Guerra Junqueiro e Luís Pinto de Mesquita Carvalho (Porto),
- 3 objetos - Museu Grão Vasco (Viseu),
- 2 objetos - Casa-Museu Guerra Junqueiro (Porto),
- 2 objetos - Museu Nacional do Azulejo (Lisboa),
- 2 objetos - Coleção António Capucho (Estoril),
- 2 objetos - Casa-Museu Fernando de Castro (Porto),
- 1 objeto - Coleção Pereira de Sampaio (Alcobaça),
- 1 objeto - Museu da Cerâmica (Caldas da Rainha),
- 1 objeto - Coleção Teresa Lencastre Veloso Ferreira (?),
- 1 objeto - Coleção Vitorino Ribeiro (Porto)
- azulejos que revestem a Igreja de São Pedro de Miragaia (Porto) e sua torre sineira interna e externamente
- peças de ornamentação de jardim da Casa e Quinta de Chão Verde (Rio Tinto)
- dois cães na entrada do Outeiro dos Gatos (Mêda)

Um conjunto de cinco itens produzidos pela Fábrica de Santo Antônio do Porto e exportado para a cidade de Cachoeira, no interior da Bahia, Brasil, foi tombado pelo Instituto do Patrimônio Histórico e Artístico Nacional (IPHAN) do Brasil em 1939, por sua importância como forma de Artes Aplicadas, sob o título Bens Móveis da Fábrica de Santo Antônio do Porto. O tombamento recai sobre cinco jarras de louça produzidas na antiga Fábrica de Santo Antônio do Porto, que adornam o exterior de uma residência.